# Надеждино (Кайбицкий район)
Наде́ждино — село в Кайбицком районе Татарстана, центр муниципального образования Надеждинское сельское поселение.

## География
Село расположено на реке Кубня, в 25 км северо-западнее районного центра Больших Кайбиц. В 3-х км южнее Надеждино находится резервный земельный участок под особо охраняемые природные территории площадью 17,0 га.

## История
Основано в XVIII веке.

## Население
- 1989—169 (русские)
- 1997—182
- 2010—164 (русские, чуваши)

## Инфраструктура
- Надеждинская средняя общеобразовательная школа имени полного кавалера орденов Славы В. Р. Платонова